# 浪子回頭 (1990年電影)
《浪子回頭》（英語：The Return of Superfly）是一部1990年美國犯罪劇情片，1973年電影《超級蒼蠅續集》的續集，由西格·肖爾執導，內森·普迪飾演「新血」普利斯特（取代前兩部電影中的隆·歐尼爾）。普利斯特從巴黎返回紐約，尋找誰應對他朋友的謀殺負責。他和幾個新朋友一起，試圖將兇手繩之以法，同時又不想像多年前那樣捲入犯罪活動。電影1990年11月9日在美國上映，反響不佳。

## 演員
- 內森·普迪飾演「新血」普利斯特
- 瑪格麗特·艾弗瑞飾演法蘭西娜
- 倫納德·L·托馬斯飾演喬伊·麥克斯韋
- 克里斯多夫·柯瑞飾演湯姆·帕金斯
- 卡洛斯·卡拉斯科飾演赫克托·埃斯特拉達
- 山姆·傑克森飾演內特·卡博特
- 大衛·格羅飾演沃林斯基督察
- 約翰·加布里埃爾飾演喬伊納中士
- 柯克·泰勒飾演雷納爾多
- 唐·洛柯（未掛名演出）

## 反響
《浪子回頭》在影評界負評居多。《紐約時報》的文森特·坎比評：「懶惰的暴力打斷了一場混亂的毒品戰爭。」《洛杉磯時報》的凱文·托馬斯稱電影「平庸到無可救藥的地步」。

## 外部連結
- AllMovie上《浪子回頭》的资料（英文）
- 互联网电影数据库（IMDb）上《浪子回頭》的资料（英文）
- 爛番茄上《浪子回頭》的資料（英文）